# Albinaria jaeckeli
Albinaria jaeckeli is een slakkensoort uit de familie van de Clausiliidae. De wetenschappelijke naam van de soort is voor het eerst geldig gepubliceerd in 1990 door Wiese.